# Pyrausta alpinalis
Pyrausta alpinalis là một loài bướm đêm trong họ Crambidae.